# Budčeves
Budčeves település Csehországban, a Jičíni járásban. Budčeves Cholenice, Běchary, Kopidlno és Chotěšice településekkel határos. Lakosainak száma 157 fő (2024. január 1.).

## Népesség
A település lakosságának változását az alábbi diagram mutatja:
| Lakosok száma | 378  | 472  | 371  | 272  | 219  | 186  | 150  | 159  | 170  | 157  |
|               | 1869 | 1890 | 1921 | 1950 | 1980 | 2001 | 2017 | 2019 | 2022 | 2024 |